# Андерш Леонард Цорн
А́ндерс Леонард Цорн (на шведски: Anders Leonard Zorn), е шведски живописец, график и скулптор.

## Биография
Роден е на 18 февруари 1860 г. в Ивраден край Мура, Швеция. Завършва Художествено-промишлено училище (1875 – 1877) и Художествена академия (1877 – 1881) в Стокхолм; от 1882 – 1885 работи във Великобритания, а от 1888 – 1896 е в Париж. Посещава Италия, Испания, Русия и САЩ.
Умира на 22 август 1920 г. в Мура.

## Творчество
Повлиян от импресионизма, Цорн работи в свободен и виртуозен, почти ескизен маниер. Изгражда формите със сочни и смело поставени мазки.
„Нощен танц в Иваново“ 1897, „Момиче в банята“ 1906, – всичките в националния музей на изобразителното изкуство в Стокхолм. Индивидуалността на моделите, своеобразието на мимики и жестове, изражението на лицето с мимолетно настроение са майсторски отразени в портретите на Цорн (Портрет на С. И. Мамонтов 1896 в Националния музей на изобразителните изкуства в Москва), Богатата игра на светлини и сенки отличават неговите многочислени офорти. („Омнибус“ 1891, „Мадона“ 1900). Създадените от Цорн бронзови статуетки са характерни с меките си и обобщени пластични форми.

## Галерия
- Портрети
- Кралят на Швеция, крал Оскар II, 1898
- Кралицата на Швеция и Норвегия, Кралица София, 1909
- Художникът Бруно Лильефорш, 1906
- Уилям Хауърд Тафт, 27-и президент на САЩ, 1911
- Хенри Клей Пиърс,[1] известен финансист и пионер на нефтената индустрия, 1899
- Президентът Гроувър Кливланд
- Посланикът Дейвид Джейн Хил
- Госпожа Ашли, 1920
- Дама с кожена наметка, 1887
- Госпожа Уолтър Ратбоун Бейкън, 1897
- Хуго Резингер, държащ хомбургска шапка, 1907
- Госпожа Потър Палмър
- Госпожа Ебен Ричардс

## За него
- Asplund, Karl. Anders Zorn: His Life And Work (edited By Geoffrey Holme The Studio, Ltd. 1921)
- Facos, Michelle, Swedish Impressionism and Its Boston Champion: Anders Zorn and Mrs. Gardner (Boston: The Isabella Stewart Gardner Museum, 1993)
- Facos, Michelle, Anders Zorn and English Art, The Nationalmuseum Bulletin (Spring 1994) vol. 18, no. 1: 58 – 67
- Laurvik, John Nilsen Anders Zorn (F. Keppel. 1913)
- Engstrom, Albert Anders Zorn (Stockholm: Albert Bonniers Forlag. 1928)
- Boethius, Gerda Anders Zorn;: An international Swedish artist, his life and work (Stockholm: Nordisk Rotogravyr, 1962)
- Hagans, William and Willow Zorn In America: A Swedish Impressionist of the Gilded Age (Swedish American Historical Society, 2009)